# Kanton Le Carbet
Der Kanton Le Carbet war ein Kanton im französischen Übersee-Département Martinique im Arrondissement Saint-Pierre. Er umfasste die Gemeinden Le Carbet und Le Morne-Vert.
Vertreter im Generalrat des Départements war seit 2008 Jean-Claude Écanvil.